# Tour der australischen Rugby-Union-Nationalmannschaft nach Großbritannien und Irland 1984
| Tour der Wallabies nach Großbritannien und Irland 1984 | Tour der Wallabies nach Großbritannien und Irland 1984 | Tour der Wallabies nach Großbritannien und Irland 1984 | Tour der Wallabies nach Großbritannien und Irland 1984 | Tour der Wallabies nach Großbritannien und Irland 1984 |
| Übersicht                                              | S                                                      | G                                                      | U                                                      | N                                                      |
| ------------------------------------------------------ | ------------------------------------------------------ | ------------------------------------------------------ | ------------------------------------------------------ | ------------------------------------------------------ |
| Test Matches                                           | 04                                                     | 04                                                     | 0                                                      | 0                                                      |
| Sonstige Spiele                                        | 14                                                     | 09                                                     | 1                                                      | 4                                                      |
| Gesamt                                                 | 18                                                     | 13                                                     | 1                                                      | 4                                                      |
|                                                        |                                                        |                                                        |                                                        |                                                        |
| England                                                | 01                                                     | 1                                                      | 0                                                      | 0                                                      |
| Irland                                                 | 01                                                     | 1                                                      | 0                                                      | 0                                                      |
| Schottland                                             | 01                                                     | 1                                                      | 0                                                      | 0                                                      |
| Wales                                                  | 01                                                     | 1                                                      | 0                                                      | 0                                                      |

Die Tour der australischen Rugby-Union-Nationalmannschaft nach Großbritannien und Irland 1984 umfasste eine Reihe von Freundschaftsspielen der Wallabies, der Nationalmannschaft Australiens in der Sportart Rugby Union. Das Team reiste von Oktober bis Dezember 1984 durch Großbritannien und Irland. Während dieser Zeit bestritt es 18 Spiele, darunter vier Test Matches gegen die Nationalmannschaften der Home Nations. Zum ersten und bisher einzigen Mal schafften sie dabei mit vier Siegen einen Grand Slam. Als herausragender Spieler trat insbesondere Mark Ella in Erscheinung, der in jedem Test Match mindestens einen Versuch erzielen konnte. In den weiteren Spielen gegen Auswahlteams und Vereine resultierten vier Niederlagen. Die Tour bestätigte Australiens Aufstieg zu einer Rugby-Nation von Weltrang und markierte das Ende dreier schwieriger Jahrzehnte mit uneinheitlichen internationalen Leistungen.

## Ereignisse
Alan Jones war ein sehr erfahrener Trainer für Schülermannschaften, hatte aber vor seinem Einstieg in die Nationalmannschaft nur eine Saison als Trainer auf höchstem Niveau absolviert. Er führte den Manly RUFC 1983 zu einem überraschenden Sieg im Shute Shield über den starken Verein Randwick DRUFC. Zu diesem Zeitpunkt war er in der australischen Rugbyszene praktisch unbekannt, nahm aber den Posten des Nationaltrainers zu einer Zeit ins Visier, als der amtierende Bob Dwyer zunehmend angreifbar wurde. Unter Dwyer verloren die Wallabies 1983 zwei Test Matches gegen Frankreich, wodurch dessen Karrierebilanz mit sechs Niederlagen, fünf Siegen und einem Unentschieden ins Negative kippte. Jones kündigte Anfang 1984 öffentlich seine Absicht an, gegen Dwyer zu kandidieren. Er führte eine Medienkampagne, die seiner Erfahrung als ehemaliger Redenschreiber von Premierminister Malcolm Fraser entsprach. Im Februar 1984 ernannte ihn der Verband zum Nationaltrainer und er machte sich von nun an daran, das australische Rugby in taktischer und strategischer Hinsicht zur internationalen Spitze führen.
Nachdem es ihm Mitte 1984 nicht gelungen war, den All Blacks den Bledisloe Cup zu entreißen (1:2-Niederlage in der Serie), setzte sich Jones das Ziel, auf der Tour zu den Britischen Inseln alle vier Test Matches zu gewinnen. Zur Unterstützung holte er sich den mit ihm befreundeten Alec Evans, der als Lehrer an der Brisbane Grammar School Rugby trainiert hatte und ein Mann mit enormer Erfahrung und großem Wissen war. Evans wurde der erste Assistenztrainer in der Geschichte der Wallabies-Touren. Tourmanager war der ehemalige Mannschaftskapitän Charles „Chilla“ Wilson, der im Stil eines „wohlwollenden, großen Bruders“ managte. Howell zitiert Mark Ella: „Ich könnte mir keinen besseren Tourmanager vorstellen. Ich habe sechs Jahre lang für Australien gespielt. Gott sei Dank hatte ich Chilla Wilson für drei davon. Während Jones dort oben alles dominierte, war Chilla das perfekte Gegenstück. Er war ruhig, unauffällig und hat nicht viel Lärm gemacht. Man wusste gar nicht, dass Chilla der Manager war, bis es an der Zeit war, dass jemand aufstand und das Richtige sagte“.
Mark Ella hatte Australien vor 1984 in zehn Test Matches als Mannschaftskapitän angeführt, darunter auch auf der elf Spiele umfassenden Tournee 1983 durch Italien und Frankreich. Jones beschloss jedoch, dass die Mannschaft selbst den Kapitän bestimmen sollte, und so übernahm Andrew Slack das Amt des Tourkapitäns.
1984 gehörten die neunmonatigen Wallabies-Touren durch Großbritannien, Frankreich und Nordamerika der Vergangenheit an. Rasche und billige Flugreisen bedeuteten, dass eine Tour durch die vier Home Nations in zwei Monaten abgeschlossen werden konnte, wobei jedoch nur achtzehn statt der dreißig Spiele früherer Jahre ausgetragen wurden. Die Universitätsmannschaften waren nicht mehr Teil des Spielplans. Die Traditionen eines Spiels gegen die britischen Streitkräfte und eines abschließenden Spiels gegen die Barbarians wurden fortgesetzt. Die Tradition wurde auch mit einem Besuch der Reisegruppe im Buckingham Palace fortgesetzt, um Königin Elisabeth II. zu treffen. Während der Audienz stützte sich der Spieler Christopher Roche auf einen antiken Tisch, der zerbrach und zu Boden fiel. Nick Farr-Jones berichtete, dass die Königin die Besucher mit einem Lachen und der Wiederaufnahme des Gesprächs beruhigte.

## Spielplan
- Hintergrundfarbe grün = Sieg
- Hintergrundfarbe gelb = Unentschieden
- Hintergrundfarbe rot = Niederlage

(Test Matches sind grau unterlegt; Ergebnisse aus der Sicht Australiens)
| #  | Datum             | Gegner                        | Ort           | Stadion                    | Ergebnis |
| -- | ----------------- | ----------------------------- | ------------- | -------------------------- | -------- |
| 01 | 17. Oktober 1984  | London Division               | London        | Twickenham Stadium         | 22:3     |
| 03 | 20. Oktober 1984  | South and South West Division | Exeter        | County Ground Stadium      | 12:12    |
| 03 | 24. Oktober 1984  | Cardiff RFC                   | Cardiff       | Cardiff Arms Park          | 12:26    |
| 04 | 27. Oktober 1984  | Combined Services             | Aldershot     | Aldershot Military Stadium | 44:9     |
| 05 | 30. Oktober 1984  | Swansea RFC                   | Swansea       | St Helen’s                 | 17:7     |
| 06 | 03. November 1984 | England                       | London        | Twickenham Stadium         | 19:3     |
| 07 | 06. November 1984 | Midlands Division             | Leicester     | Welford Road Stadium       | 21:8     |
| 08 | 10. November 1984 | Irland                        | Dublin        | Lansdowne Road             | 16:9     |
| 09 | 14. November 1984 | Ulster Rugby                  | Belfast       | Ravenhill Stadium          | 13:15    |
| 10 | 17. November 1984 | Munster Rugby                 | Limerick      | Thomond Park               | 31:19    |
| 11 | 20. November 1984 | Llanelli RFC                  | Llanelli      | Stradey Park               | 16:19    |
| 12 | 24. November 1984 | Wales                         | Cardiff       | Cardiff Arms Park          | 28:9     |
| 13 | 28. November 1984 | Northern Division             | Blundellsands | St Anthony’s Road          | 19:12    |
| 14 | 01. Dezember 1984 | South of Scotland District    | Hawick        | Mansfield Park             | 6:9      |
| 15 | 04. Dezember 1984 | Glasgow District              | Glasgow       | Hughenden                  | 26:12    |
| 16 | 08. Dezember 1984 | Schottland                    | Edinburgh     | Murrayfield Stadium        | 37:12    |
| 17 | 12. Dezember 1984 | Pontypool RFC                 | Pontypool     | Pontypool Park             | 24:18    |
| 18 | 15. Dezember 1984 | Barbarians                    | Cardiff       | Cardiff Arms Park          | 37:30    |

## Test Matches
| 3. November 1984 14:30 WEZ | England             | 3 : 19        | Australien                                                                | Twickenham Stadium, London Zuschauer: 65.000 Schiedsrichter: Robert Francis (Neuseeland) |
| 3. November 1984 14:30 WEZ | Straftritte: Barnes | (3:3) Bericht | Versuche: Ella Lynagh Poidevin Erhöhungen: Lynagh (2) Straftritte: Lynagh | Twickenham Stadium, London Zuschauer: 65.000 Schiedsrichter: Robert Francis (Neuseeland) |

Aufstellungen:
- England: Bryan Barley, Stuart Barnes, Christopher Butcher, John Carleton, Gareth Chilcott, Jon Hall, Robert Lozowski, Nigel Melville , Steve Mills, Gary Pearce, Nigel Redman, Gary Rees, Nicholas Stringer, James Syddall, Rory Underwood 
 Auswechselspieler: Steve Brain
- Australien: David Campese, David Codey, Steve Cutler, Mark Ella, Nick Farr-Jones, Roger Gould, Thomas Lawton, Michael Lynagh, Andy McIntyre, Brendan Moon, Simon Poidevin, Enrique Rodríguez, Andrew Slack , Steve Tuynman, Steve Williams 
 Auswechselspieler: Matthew Burke

| 10. November 1984 | Irland                   | 9 : 16        | Australien                                                    | Lansdowne Road, Dublin Zuschauer: 35.600 Schiedsrichter: Robert Francis (Neuseeland) |
| 10. November 1984 | Straftritte: Kiernan (3) | (0:3) Bericht | Versuche: Ella Straftritte: Lynagh Dropgoals: Ella (2) Lynagh | Lansdowne Road, Dublin Zuschauer: 35.600 Schiedsrichter: Robert Francis (Neuseeland) |

Aufstellungen:
- Irland: Willie Anderson, Michael Bradley, Paul Dean, Moss Finn, Ciaran Fitzgerald , Ronan Kearney, Mike Kiernan, Donal Lenihan, Hugo MacNeill, Philip Matthews, J. J. McCoy, Brendan Mullin, Philip Orr, Trevor Ringland, William Sexton
- Australien: Matthew Burke, David Campese, Steve Cutler, Mark Ella, Nick Farr-Jones, Roger Gould, Thomas Lawton, Michael Lynagh, Andy McIntyre, Simon Poidevin, Christopher Roche, Enrique Rodríguez, Andrew Slack , Steve Tuynman, Steve Williams

| 24. November 1984 | Wales                                                 | 9 : 28         | Australien                                                                        | Cardiff Arms Park, Cardiff Zuschauer: 63.000 Schiedsrichter: Owen Doyle (Irland) |
| 24. November 1984 | Versuche: Bishop Erhöhungen: Wyatt Straftritte: Wyatt | (3:13) Bericht | Versuche: Ella Lawton Lynagh Tuynman Erhöhungen: Gould (3) Straftritte: Gould (2) | Cardiff Arms Park, Cardiff Zuschauer: 63.000 Schiedsrichter: Owen Doyle (Irland) |

Aufstellungen:
- Wales: Robert Ackerman, David Bishop, Edward Butler, Malcolm Dacey, Alun Davies, Ian Eidman, Philip Lewis, Bob Norster, John Perkins, Dai Pickering, Mark Ring, Ian Stephens, Mark Titley, Mike Watkins , Mark Wyatt 
 Auswechselspieler: Jeff Whitefoot
- Australien: David Campese, David Codey, Steve Cutler, Mark Ella, Nick Farr-Jones, Roger Gould, Peter Grigg, Thomas Lawton, Michael Lynagh, Andy McIntyre, Simon Poidevin, Enrique Rodríguez, Andrew Slack , Steve Tuynman, Steve Williams

| 8. Dezember 1984 | Schottland            | 12 : 37        | Australien                                                                           | Murrayfield Stadium, Edinburgh Zuschauer: 52.314 Schiedsrichter: Stephen Hilditch (Irland) |
| 8. Dezember 1984 | Straftritte: Dods (4) | (9:12) Bericht | Versuche: Campese (2) Ella Farr-Jones Erhöhungen: Lynagh (3) Straftritte: Lynagh (5) | Murrayfield Stadium, Edinburgh Zuschauer: 52.314 Schiedsrichter: Stephen Hilditch (Irland) |

Aufstellungen:
- Schottland: Roger Baird, John Beattie, Jim Calder, Bill Cuthbertson, Colin Deans, Peter Dods, John Jeffrey, Euan Kennedy, Roy Laidlaw , Gregor Mackenzie, Iain Milne, Keith Robertson, Peter Steven, Alan Tomes, Douglas Wyllie
- Australien: David Campese, David Codey, Steve Cutler, Mark Ella, Nick Farr-Jones, Roger Gould, Peter Grigg, Thomas Lawton, Michael Lynagh, Andy McIntyre, Simon Poidevin, Enrique Rodríguez, Andrew Slack , Steve Tuynman, Steve Williams